# Hervederas
Hervederas (en asturiano y oficialmente: Arbederas) es una casería que pertenece a la parroquia de Bárcena del Monasterio en el concejo de Tineo (Principado de Asturias). Se encuentra a 430 m s. n. m. y está situada a 16,50 km de la capital del concejo, la villa de Tineo. 

## Población
En 2020 contaba con una población de 8 habitantes (INE, 2020) repartidos en un total de 9 viviendas (INE, 2010).